# Puente de la Reina Guillermina
El Puente de la Reina Guillermina (en neerlandés: Koningin Wilhelminabrug) es un puente sobre el Waaigat en el centro de Willemstad la capital de Curazao, una dependencia de los Países Bajos en las Antillas Menores.
Conecta los barrios de Punda y Scharloo. El puente fue construido en 1928 y fue originalmente un puente levadizo. Después de que el muelle en Waaigat fuese destruida se dañó seriamente.
En 2005 se colocó un nuevo puente. El viejo puente estaba roto. No funcionaba correctamente. Esta nueva estructura fue donada por los Países Bajos y financiada por la Unión Europea. 